# Солобско
Солобско — деревня в Старорусском районе Новгородской области в составе Наговского сельского поселения.

## География
Находится в южной части Новгородской области на расстоянии приблизительно 21 км на северо-запад по прямой от железнодорожного вокзала города Старая Русса.

## История
На карте 1847 года уже была обозначена. В 1908 году здесь (деревня Солопск в Старорусском уезде Новгородской губернии) было учтено 10 дворов.

## Население
Численность населения: 100 человек (1908 год), 64 (русские 98 %) в 2002 году, 40 в 2010.